# 笹山茂太郎
笹山 茂太郎（ささやま しげたろう、1901年10月15日 - 1982年5月15日）は、日本の政治家。秋田県横手市出身。位階は従三位、勲等は勲一等。衆議院議員（9期）などを務めた。

## 経歴
秋田県立横手中学校、第一高等学校を経て、1926年東京帝国大学英法科卒業。農林省入省。販売改善課長、埼玉県経済部長、米穀課長、本省会計課長などを経たが、その後、山林局長のときに、戦時中の政府・軍部の方針であった里山伐採・平地林伐採運動について『行き過ぎのないように』との局長通達を全国の林務課長あてに出したことが、全国知事会で問題となり、熊本の営林局長に左遷させられる事態となった。本省の局長が営林局長に降格されることは、いまだかつてないことであった。第二次世界大戦後、復権し、農政局長、初代の開拓局長として食糧不足下での未墾地取得問題に取り組んだ。その後、初代の水産庁長官、農林事務次官を歴任し、当時のGHQとの交渉を続けながら、現在も存続している農業改良普及事業や農業災害補償制度などの戦後農政の基盤となる諸制度の骨格作りをした。また、事務次官時代には、戦後の未曾有の食糧危機に際し、吉田茂、白洲次郎を仲介にGHQとかけあい、アメリカからの援助米10万トン獲得に努力した。日本土壌協会会長、中央開拓会館理事長、青果物生産安定資金理事長を歴任した。
1949年1月、第24回衆議院議員総選挙に秋田2区から民主党公認で立候補し初当選。同年2月、民主党が野党派と連立派に分裂。反自由党・反吉田茂を掲げる民主党野党派と行動を共にした。
1950年4月、国民民主党結成に参加。三木武夫・松村謙三派（護憲派）に属した。
1952年2月、国民民主党が新政クラブほかと合同し改進党結党。改進党衆議院議員となる。同年10月、第25回衆議院議員総選挙に秋田2区から改進党公認で立候補し2選。1953年4月、第26回衆議院議員総選挙に秋田2区から改進党公認で立候補し落選。
1954年、改進党が自由党を離脱した鳩山一郎らのグループと合同し日本民主党を結成したことに伴い、同党に参加。1955年2月、第27回衆議院議員総選挙に秋田2区から日本民主党公認で立候補し3選。同年12月、保守合同により自由民主党結成。三木・松村派に所属した。1958年5月、第28回衆議院議員総選挙に秋田2区から自民党公認で立候補し4選。1960年11月、第29回衆議院議員総選挙に秋田2区から自民党公認で立候補し落選。1963年11月、第30回衆議院議員総選挙に秋田2区から自民党公認で立候補し5選。
1964年10月、池田勇人総裁退任を受けての自由民主党総裁選挙への対応を巡って、佐藤栄作を支持する三木と河野一郎を支持する松村が対立。松村は派閥を離脱し、笹山、古井喜実、川崎秀二、竹山祐太郎とともに松村派を結成した。1967年1月、第31回衆議院議員総選挙に秋田2区から自民党公認で立候補し6選。1969年12月、第32回衆議院議員総選挙に秋田2区から自民党公認で立候補し7選。松村の引退に伴い松村派が消滅。以後無派閥。1972年12月、第33回衆議院議員総選挙に秋田2区から自民党公認で立候補し8選。1976年12月、第34回衆議院議員総選挙に秋田2区から自民党公認で立候補し9選。1978年9月、衆議院議員在職25年に達し衆議院本会議において永年勤続表彰を受けた。
1976年11月の秋の叙勲で勲四等から勲一等に叙され、瑞宝章を受章する。
1979年10月、第35回衆議院議員総選挙に立候補せず政界から引退、三男の笹山登生を後継者とした。このとき登生は当選を果たせなかったが、翌1980年の第36回衆議院議員総選挙に再挑戦し当選すし、以後5回当選している。
1982年5月15日、老衰のため死去した。80歳没。同月18日、特旨を以て位三級を追陞され、死没日付で正五位から従三位に叙された。

## 評伝
- 官僚時代には自身の意見を曲げずに東條首相に反対し、左遷されたこともあった。また議員時代は元官僚ながら松村謙三とともに脱官僚を唱えて党人派を貫くなど、無頼の気骨ある人物として知られた。
- 保守政治家としては三木同様典型的なハト派であった。
- 池田首相退陣の頃はいよいよ閣僚目前と見られていたが、直後に三木のもとを離れて松村と行動を共にし、最後まで国務大臣になることはできなかった。
- 小派閥に属し続けたこともあり恵まれなかったが、党役員としては、代議士会長を長くつとめたほか、農林族の大物議員でもあった。モタさんの愛称で親しまれた。
- 自伝として『白雲去来』（1978年10月刊、楽游書房）がある[3]。

## 家族親族
- 妻：君子（1908年12月 - ?）[4]
- 長男：笹山晴生（1932年 - 2024年）　東京大学名誉教授・元学習院大学教授（日本古代史）
- 次男：笹山隆生（1937年-1996年）　元日立製作所・日立研究所主任研究員、工学博士
- 三男：笹山登生（1941年 - ）　元自由民主党衆議院議員
- 孫：笹山郁生　福岡教育大学教授（社会心理学）　孫

## 著書
- 『白雲去来』楽游書房、1978年10月。国立国会図書館書誌ID:000001394203。